# 장당초등학교
장당초등학교는 대한민국 경기도 평택시에 있는 공립 초등학교이다.

## 연혁
- 2004.12.03 장당초등학교 설립인가(42학급)
- 2005.03.01 6학급 편성 개교
- 2005.03.01 초대 조돈민 교장 취임
- 2005.03.10 장당초등학교 병설유치원 개원
- 2005.05.02 학교 급식실 개소
- 2005.09.01 18학급 편성
- 2008.06.20 테니스부 창단
- 2010.08.27 위클래스 개관
- 2011.04.06 경기도학생테니스대회 단체전 우승
- 2011.06.30 전국소년체육대회 테니스 단체전 준우승
- 2013.03.01 제3대 최행식 교장 취임
- 2013.05.20 제2영어교실 개관
- 2014.01.20 제1영어전용교실 인테리어 및 가상체험 구축
- 2014.01.20 교실 칸막이 설치
- 2014.05.26 북쪽(주차장) 출입문 차양막 설치
- 2014.06.23 어린이놀이시설 개선 공사
- 2014.08.11 돌봄교실(I) 리모델링 완료
- 2014.08.15 급식실 이동식스톨테이블 교체
- 2015.01.26 도서관 리모델링 완료
- 2015.02.13 제10회 졸업식(170명) 누계1852명
- 2015.03.01 41학급 편성(특수 1학급 포함)
- 2015.03.02 입학식, 시업식